# Liste von Höhlen in Nordrhein-Westfalen

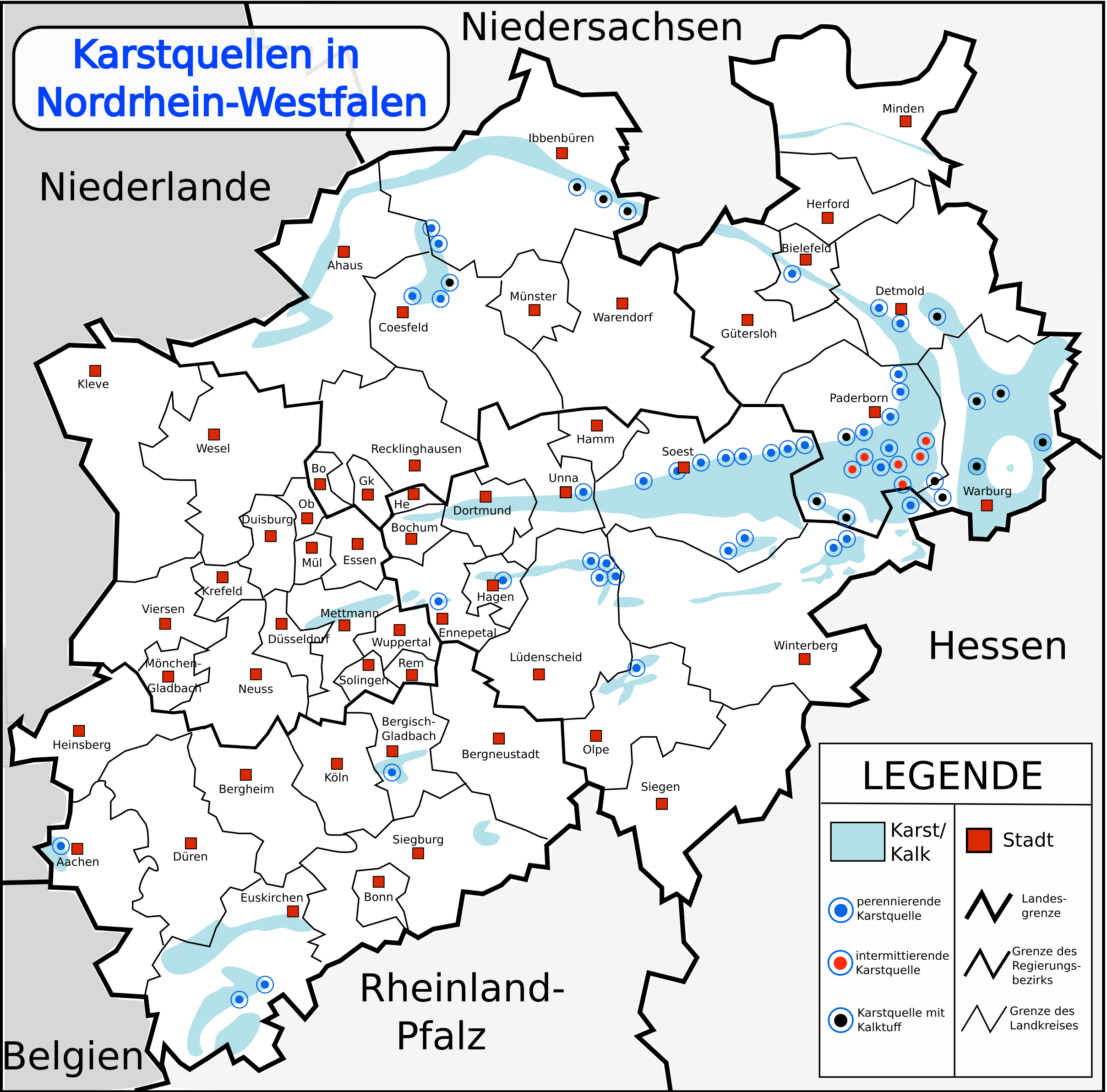
Karstzonen in Nordrhein-Westfalen

Die Liste von Höhlen in Nordrhein-Westfalen beschreibt natürlich und künstlich geschaffene Höhlen unterschiedlicher Art und Länge, darunter auch einige zerstörte Höhlen, in Nordrhein-Westfalen. 
Höhlen bildeten sich vor allem im mitteldevonischen Massenkalk. Vorkommen befinden sich im Bereich des Mittelgebirges, darunter Eifel, Bergisches Land, Sauerland und Ostwestfalen-Lippe. Als größtes Höhlensystem Nordrhein-Westfalens gilt das 2019 entdeckte Windloch im Mühlenberg mit einer Gesamtlänge von 8453 m.
Insbesondere seit dem 19. Jahrhundert wurden einige Höhlen geologisch, paläontologisch und anthropologisch untersucht. Zu den Forschern zählen unter anderen Johann Jacob Nöggerath, Rudolf Virchow, Emil Carthaus, Johann Carl Fuhlrott, Heinrich von Dechen, Hermann Schaaffhausen, Stefan Voigt und Dieter W. Zygowski. Zu den in der Höhlenforschung von Nordrhein-Westfalen involvierten Vereinigungen zählen die Arbeitsgemeinschaft Höhle und Karst Sauerland/Hemer, der Arbeitskreis Kluterthöhle und einige andere.
In einigen Höhlen lassen sich verschiedene Funde machen, darunter Überreste menschlicher Besiedlung, etwa der Ahrensburger Kultur, sowie Säugetierknochen. Höhlen sind wichtige Habitate für Fledermäuse und weitere Tierarten.

## Höhlen
- Liste von Höhlen im Kreis Euskirchen
- Liste von Höhlen im Hochsauerlandkreis
- Liste von Höhlen im Märkischen Kreis
- Liste von Höhlen im Oberbergischen Kreis
- Liste von Höhlen im Kreis Olpe
- Liste von Höhlen im Kreis Soest
- Liste von Höhlen in Hagen
- Liste von Höhlen im Kreis Mettmann
- Liste von Höhlen in Ostwestfalen-Lippe (mit Bielefeld, Kreis Gütersloh, Kreis Herford, Kreis Höxter, Kreis Lippe, Kreis Minden-Lübbecke, Kreis Paderborn)

### Rheinisch-Bergischer Kreis
- Zwergenhöhle, Odenthal
- Bärenhöhle, bei Haus Hardt, früher das Steigerhaus der Grube Blücher.